# Johann Ribi von Lenzburg
Johann Ribi von Lenzburg (auch: von Platzheim; * zwischen 1310 und 1320 in Seengen am Hallwilersee, Kanton Aargau; † 6. August 1374 in Brixen, Gefürstete Grafschaft Tirol) war ab 1359 als Johann II. Bischof von Gurk und ab 1364 Bischof von Brixen, Kanzler des Erzherzogs Rudolf IV. und Landeshauptmann von Kärnten.

## Leben
Johann entstammte einer Bürgerfamilie, die im 14. Jahrhundert zu Ansehen und Reichtum gelangte und zum Ritterstand gerechnet wurde. Sein Vater Konrad Ribi war Schultheiß von Lenzburg.
In frühen Jahren trat er in habsburgische Dienste und erhielt bald ein Kirchenlehen in Blotzheim im Oberelsass, auf das sein späterer Zusatzname von Platzheim zurückgeführt wird. Außerdem hatte er ein Kanonikat in Zofingen in der Diözese Konstanz. 1352 wurde er Notar und ein Jahr später Kanzler des Herzogs Albrecht II. Nach dem Regierungsantritt Rudolfs IV. 1358 wurde ihm die Kanzleileitung übertragen, die er bis an sein Lebensende behielt. In dieser Position war er möglicherweise an der Schaffung des Privilegium Maius beteiligt. Oft vermittelte auch als Ratgeber mehrfach zwischen Rudolf, Karl IV., dem Patriarchen von Aquileia und König Ludwig I. von Ungarn.
Nachdem er bei der Kandidatur um ein Bischofsamt in Freising gescheitert war, ernannte ihn Papst Innozenz VI. am 16. Oktober 1359 zum Bischof von Gurk. Von 1363 bis 1365 war er Landeshauptmann von Kärnten.
Da Erzherzog Rudolf Johanns Wahl zum Bischof von Passau nicht durchsetzen konnte, erzwang er im Dezember 1363 dessen Wahl zum Bischof von Brixen, die von Papst Urban V. am 14. Februar 1364 bestätigt wurde.
Sein Grabmal befindet sich in der Vorhalle des Brixner Doms.